# Kaisereiche (Wuppertal)

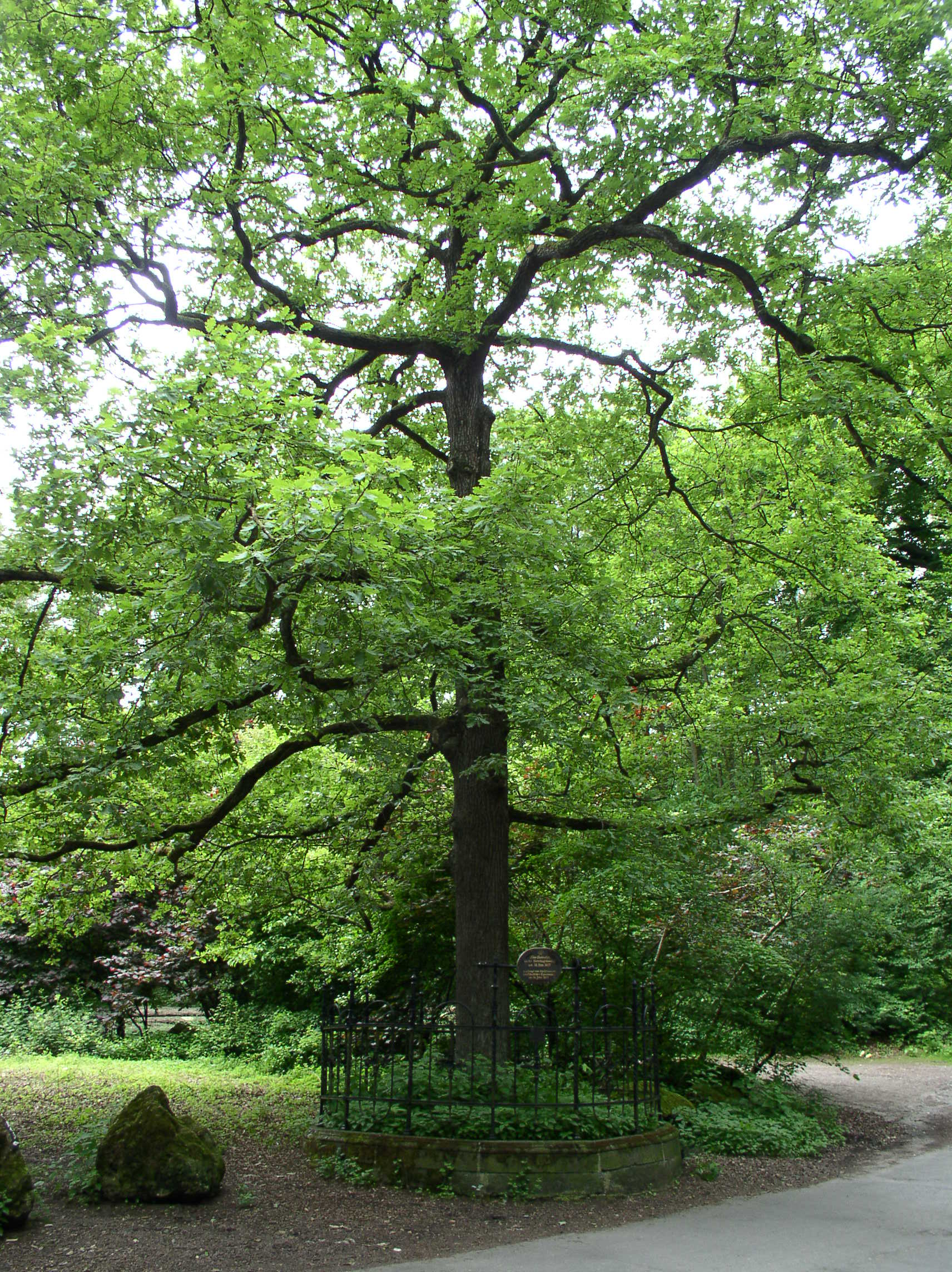
Die Kaisereiche

Die Kaisereiche ist ein Gedenkbaum im Staatsforst Burgholz im Wuppertaler Stadtteil Cronenberg im Ortsteil Küllenhahn.
Die Kaisereiche wurde am 14. Juni 1871 von Primanern des Elberfelder Gymnasiums zum Gedenken an die Gründung des Deutschen Reiches und des Deutsch-Französischen Krieges gepflanzt. Die zeitgenössische Presse berichtet in ihrer Samstags-Ausgabe vom 17. Juni 1871:

„Eine Kaiser-Eiche wurde im Königl. Forste Burgholz auf Veranlassung des dortigen Försters Herrn Weth kürzlich gepflanzt und auf seine Einladung hatten sich am Mittwoch Nachmittag die Primaner des hiesigen Gymnasiums unter Führung des Direktors, Herrn Dr. Hoche, und des Lehrers Herrn Dr. Greeven dorthin begeben, um eine Einweihungsfeier vorzunehmen, die an der mit Fahnen ausgeschmückten Waldesstelle durch Vorträge und Festlieder in passender Weise stattfand…“

Der in einem gusseisernen Zaun eingefasste Eichenbaum befindet sich unmittelbar an der Trasse der 1891 eingerichteten Bahnstrecke Elberfeld–Cronenberg („Burgholzbahn“) an einer Straße, die nach dem Baum „Zur Kaisereiche“ benannt ist. Während der Baum wuchs und gedieh, verfiel das kunstvoll geschmiedete Eisengitter immer mehr durch Rostfraß. Im Frühjahr 1968 wurde die Inschrifttafel als gestohlen gemeldet. Noch im selben Jahr erhielt der Kunstschmied Ernst Sopp aus Hahnerberg von der Stadt Wuppertal den Auftrag den Zaun zu reparieren und gleichzeitig eine neue Tafel anzubringen. Die Inschrift der ursprünglichen Tafel ist auf alten Fotos nur zum Teil erkennbar und war kürzer als die neue und lautete wahrscheinlich:

„Kaiser-Eiche
von Schülern des
Elberfelder Gymnasiums
gepflanzt am 14. Juni 1871“

Von Anfang an war der Baum ein beliebter Treffpunkt. Anwohner des Ortsteils Küllenhahn zogen in der Vergangenheit jährlich am 1. Mai zu dieser Eiche und gedachten hier im Naherholungsgebiet gesellig dem Tag. Ein nahegelegener Wanderparkplatz am Baum ist der Anfangspunkt zahlreicher Gäste des Staatsforst Burgholz. Unterhalb der Kaisereiche durchquert seit 2004 der Straßentunnel Burgholztunnel den Standort.
Das aktuelle Schild am Zaun trägt nun die Inschrift:
| „Zum Gedenken an die Reichsgründung am 18. Jan. 1871 gepflanzt von den Primanern des Elberfelder Gymnasiums am 14. Juni 1871“ | Gedenktafel an der Kaisereiche |